# Mistrzostwa Świata w Maratonie MTB 2016
14. Mistrzostwa Świata w Maratonie MTB – zawody sportowe w maratonie MTB, które odbyły się w dniach 25 - 26 czerwca 2016 roku we francuskiej miejscowości Laissac.

## Szczegóły
| Medal | Zawodnik             | Narodowość        | Czas    |
| ----- | -------------------- | ----------------- | ------- |
|       | Tiago Ferreira       | Portugalia        | 4:01:57 |
|       | Alban Lakata         | Austria           | +0:19   |
|       | Kristián Hynek       | Czechy            | +0:56   |
| 4     | Héctor Páez          | Kolumbia          | +1:11   |
| 5     | Samuele Porro        | Włochy            | +2:43   |
| 6     | Aleksiej Miedwiediew | Rosja             | +2:44   |
| 7     | Daniel Geismayr      | Austria           | +3:16   |
| 8     | Jochen Kass          | Niemcy            | +3:43   |
| 9     | Howard Grotts        | Stany Zjednoczone | +4:57   |
| 10    | Markus Kaufmann      | Niemcy            | +4:57   |

| Medal | Zawodniczka         | Narodowość      | Czas    |
| ----- | ------------------- | --------------- | ------- |
|       | Jolanda Neff        | Szwajcaria      | 3:56:57 |
|       | Sally Bigham        | Wielka Brytania | +2:34   |
|       | Sabrina Enaux       | Francja         | +5:33   |
| 4     | Ariane Kleinhans    | Szwajcaria      | +7:06   |
| 5     | Mara Fumagalli      | Niemcy          | +8:52   |
| 6     | Valentina Frasisti  | Niemcy          | +13:12  |
| 7     | Helene Marcouyre    | Francja         | +14:10  |
| 8     | Christina Kollmann  | Austria         | +15:30  |
| 9     | Annika Langvad      | Dania           | +17:20  |
| 10    | Nathalie Schneitter | Szwajcaria      | +17:59  |